# Noritaka Hidaka
Noritaka Hidaka (日高 憲敬, Hidaka Noritaka, Tokio, 29 mei 1947) is een Japans voormalig voetballer die als aanvaller speelde.

## Clubcarrière
Hidaka begon zijn carrière in 1971 bij Nippon Steel. In 7 jaar speelde hij er 114 competitiewedstrijden en scoorde 50 goals. Hidaka beëindigde zijn spelersloopbaan in 1977.

## Japans voetbalelftal
Noritaka Hidaka debuteerde in 1972 in het Japans nationaal elftal en speelde 4 interlands.

## Statistieken
| Japans voetbalelftal | Japans voetbalelftal | Japans voetbalelftal |
| Jaar                 | Wed.                 | Dlp.                 |
| -------------------- | -------------------- | -------------------- |
| 1972                 | 1                    | 0                    |
| 1973                 | 3                    | 0                    |
| Totaal               | 4                    | 0                    |